# Martinšćica
Martinšćica – wieś w Chorwacji, w żupanii primorsko-gorskiej, w mieście Cres. W 2011 roku liczyła 132 mieszkańców.